# Johann Pesser
Johann Pesser, eigentlich Hans Pesser, (* 7. November 1911 in Wien; † 12. August 1986 ebenda) war ein österreichischer Fußballspieler und -trainer.

## Spielerkarriere

### Vereine
Pesser gehörte von 1930 bis 1942 dem SK Rapid Wien an, für den er bis Saisonende 1936/37 in der I. Liga, die Saison 1937/38 in der Nationalliga, von 1938 bis 1941 in der Gauliga Ostmark, in einer von 17, später auf 23 aufgestockten Gauligen zur Zeit des Nationalsozialismus als einheitlich höchste Spielklasse im Deutschen Reich, und seine letzte Saison in der Sportbereichsklasse Donau-Alpenland, bestritt. Während seiner Vereinszugehörigkeit kam er in 146 Punktspielen, in vier Spielen um den ÖFB-Cup, in zwölf Spielen um den Tschammerpokal und in elf Endrundenspielen um die Deutsche Meisterschaft zum Einsatz und gewann sechs Titel.

### Nationalmannschaft
Pesser bestritt von 1935 bis 1937 acht Länderspiele für die Nationalmannschaft Österreichs, für die er drei Tore erzielte, und – nach dem Anschluss Österreichs – von 1938 bis 1940 zwölf für die Nationalmannschaft Deutschlands, für die er zwei Tore erzielte.
Sein Debüt für die Nationalmannschaft Österreichs gab er am 24. März 1935 in Wien bei der 0:2-Niederlage gegen die Nationalmannschaft Italiens. Am 12. Mai desselben Jahres und an selber Stätte erzielte er beim 5:2-Sieg über die Nationalmannschaft Polens mit dem Treffer zum 4:1 in der 46. Minute sein erstes Länderspieltor. Sein letztes Spiel für die Nationalmannschaft bestritt er am 5. Oktober 1937 in Wien beim 2:1-Sieg über die Nationalmannschaft Lettlands.
Sein Debüt für die “Großdeutsche Mannschaft” krönte er am 14. Mai 1938 in Berlin bei der 3:6-Niederlage gegen die Nationalmannschaft Englands, sogleich mit seinem ersten Tor, dem Treffer zum 3:5 in der 77. Minute. Mit ihr nahm er auch an der vom 4. bis 19. Juni 1938 in Frankreich ausgetragenen Weltmeisterschaft teil und kam im Achtelfinalspiel gegen die Schweizer Nationalmannschaft zum Einsatz. Beim 1:1 n. V. wurde er aufgrund eines Revanchefouls in der 96. Minute des Feldes verwiesen; es war der erste WM-Feldverweis eines „deutschen“ Spielers. Sein letztes Spiel als Nationalspieler bestritt er am 17. November 1940 in Hamburg beim 1:0-Sieg über die Nationalmannschaft Dänemarks.

### Erfolge
- Deutscher Meister 1941
- Gaumeister Ostmark 1940, 1941
- Tschammerpokal-Sieger 1938
- Österreichischer Meister 1935, 1938

## Trainerkarriere

### Vereine
Seine von 1945 bis 1966 währende Trainertätigkeit war von Erfolgen gekrönt. Zunächst gewann er in der Zeit von 1945 bis 1953 mit dem SK Rapid Wien vier Meisterschaften und jeweils einen nationalen und internationalen Pokalsieg.
In der Zeit von 1953 bis 1960 führte er den Wiener Sport-Club zu zwei Meisterschaften, anschließend – bis 1966 – den SK Admira Wien zu einer Meisterschaft und zwei nationalen Pokalsiegen.

### Nationalmannschaft
Als Assistenztrainer betreute er die Österreichische Nationalmannschaft in der Saison 1946/47 (unter Eduard Bauer), 1953/54 (unter Walter Nausch) und 1957/58 (unter Josef Argauer). Während der Weltmeisterschaft 1954, die die Mannschaft als Drittplatzierter abschloss, war er mit Eduard Frühwirth einer von zwei Co-Trainern unter Walter Nausch. Mit Erwin Alge bildete er vom 27. Mai 1967 bis 19. Mai 1968 ein Trainergespann, das von neun Spielen, drei gewann und vier verlor.
Johann Pesser wurde am Dornbacher Friedhof bestattet.

### Erfolge
mit dem SK Rapid Wien
- Österreichischer Meister 1946, 1948, 1951, 1952
- Zentropapokal-Sieger 1951
- ÖFB-Cup-Sieger 1946

mit dem Wiener Sport-Club
- Österreichischer Meister 1958, 1959

mit dem SK Admira Wien
- Österreichischer Meister 1966
- ÖFB-Cup-Sieger 1964, 1966

## Stationen

### Als Spieler
- 1930 bis 1942: SK Rapid Wien

### Als Trainer
- 1945 bis 1953: SK Rapid Wien
- 1953 bis 1960: Wiener Sport-Club
- 1960 bis 1966: SK Admira Wien
- 1967 bis 1968: Nationaltrainer Österreichs
- 1968 bis 1969: Wiener Sport-Club